# Неллі Мелба

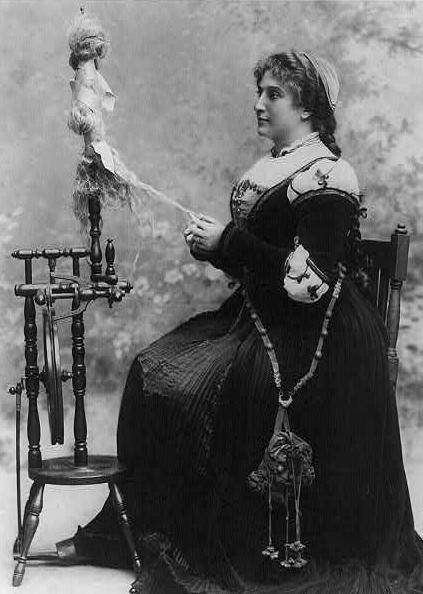
Неллі Мелба у ролі Маргарити в опері Шарля Гуно «Фауст», бл. 1896

Неллі Мелба (англ. Dame Nellie Melba, справжнє ім'я — Гелен Портер Армстронг, англ. Porter Armstrong; до шлюбу Мітчелл, англ. Mitchell); 19 травня 1861, Бернлі, побл. Мельбурна — 23 лютого 1931, Сідней) — австралійська оперна співачка (колоратурне сопрано), подруга Гертруди Денман Баронесси Денман.

## Біографія
За походженням шотландка; сценічне ім'я Мелба взяла у пам'ять про Мельбурн. Систематичної вокальної освіти не отримала. З дитинства брала участь у концертах.
1885 року виконала у Сіднеї сольну партію в ораторії «Месія» Георга Генделя. У 1887 році успішно дебютувала у партії Джильди у Брюсселі (театр «Де ла Монне»). Виступала у найбільших оперних театрах Європи, Америки, Австралії, у тому числі у «Гранд-Опера» (1889; тут підготувала партії Маргарити у «Фаусті» і Джульєтти у «Ромео і Джульєта» під керівництвом Шарля Гуно), «Ла Скала» (1893), «Метрополітен-опера» (1893). 1891 року співала на сцені Маріїнського театру (Петербург). 1926 року залишила сцену. Тоді ж повернулася до Австралії, де була обрана президентом Мельбурнської консерваторії.
Виключно рівний голос Мелби відрізнявся чистотою звучання, сріблястим тембром. При розвиненому верхньому регістрі (до 3-ї октави) Мелба володіла віртуозною колоратурною майстерністю (Лючія, Розіна, Лакме та інші). Необмежені співочі можливості та драматична обдарованість дозволяли співачці звертатися до різних партій (Ельза — «Лоенгрін», Мімі; Недда — «Паяци»).
Французький кулінар Огюст Ескофьє винайшов для співачки, яка побоювалась за своє горло і боялась їсти морозиво, десерт під назвою «Персик Мельба»: половинка персика плюс ванільне морозиво і соус Мельба, зроблений з підсолодженої свіжої малини. Грінки Мельба (хрусткі, тонка скибочка хліба) також названі Еськофьє на її честь.
Зображена на банкноті в 100 австралійських доларів.

## Літературні твори
- Melodies and memories, L., 1925.